# Grómov
Grómov (en rus: Громов) és un poble (un khútor) de l'óblast d'Astracan, a Rússia, segons el cens del 2010 tenia 23 habitants.